# روبرتو دياز (لاعب غولف)
روبرتو دياز (بالإسبانية: Roberto Díaz)‏ هو لاعب غولف مكسيكي، ولد في 3 فبراير 1987 في ولاية فيراكروز في المكسيك.

## وصلات خارجية
- روبرتو دياز على موقع رابطة لاعبي الغولف المحترفين (الإنجليزية)
- روبرتو دياز على موقع التصنيف العالمي الرسمي للغولف (الإنجليزية)